# Ford FK
Pour les autres véhicules appelés «Ford Köln» de gamme légère, voir Ford FK 1000.
Le Ford FK, abréviation de «Ford Köln», est une série de camions de tonnage moyen construits par Ford Allemagne dans leur usine de Cologne (Köln) en deux générations de 1951 à 1961. Le nom Ford "Köln" a remplacé les insignes antérieurs Rhein et Ruhr car le concurrent Krupp (Südwerke) les avait discrètement protégés par droits d'auteur. Ford Allemagne s'est retiré du secteur des camions après 1961, se concentrant sur les véhicules utilitaires plus légers et les importations de Ford Royaume-Uni.

## Première génération

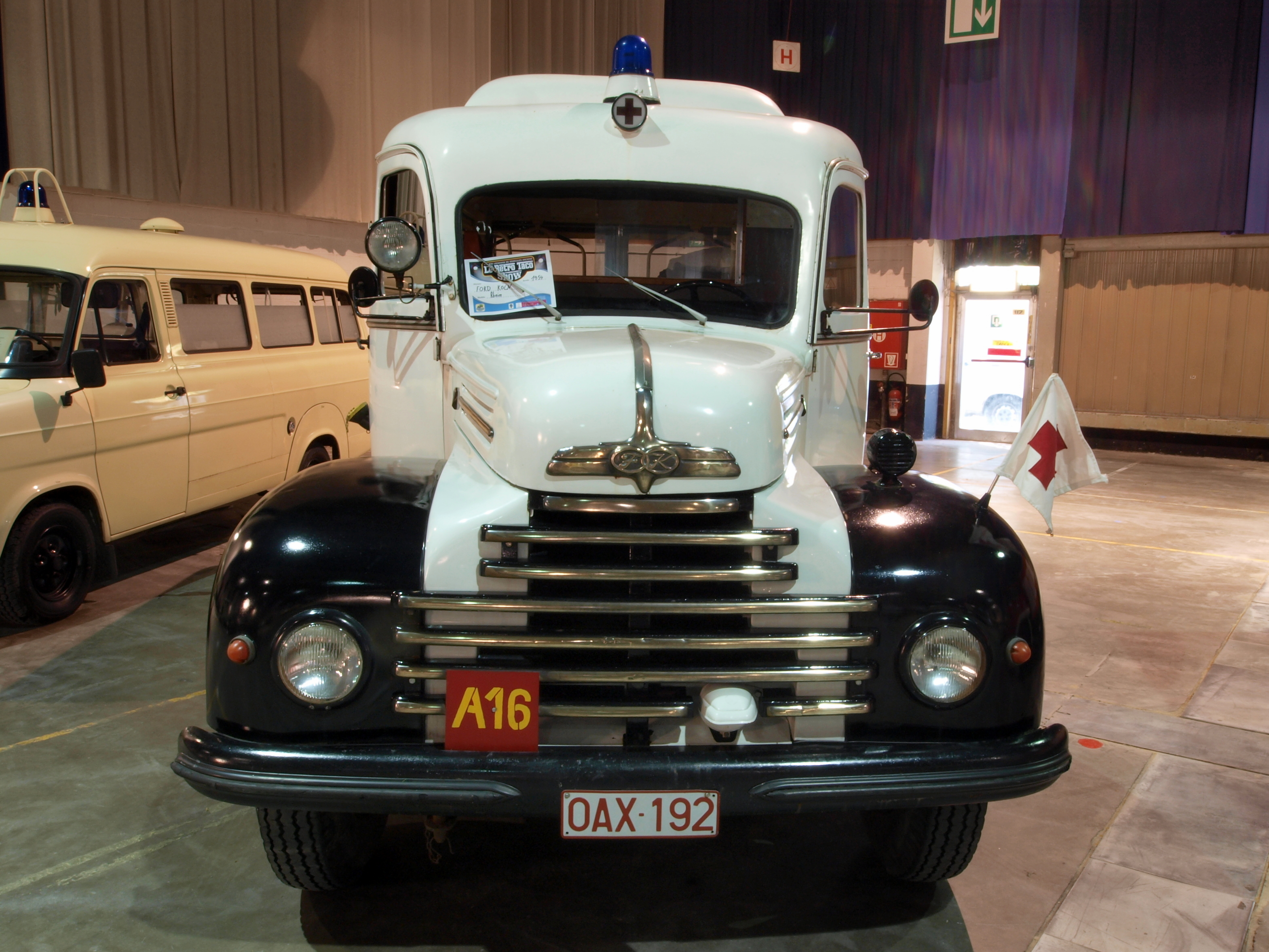
Ford Köln ambulance de 1954

La première série de Ford FK est arrivée en 1951, en trois modèles de poids : le FK 2000 de 2 tonnes avec le moteur essence quatre cylindres G28T de 3,3 litres avec 52 PS (38 kW); le FK 3000 de 3 tonnes avec une version de 57 PS (42 kW) du même moteur; et le FK 3500 de 3 tonnes 1⁄2 avec le moteur essence V8 G29T de 95 PS (70 kW) (ce moteur a gagné cinq chevaux en 1952). Les phares du FK étaient intégrés dans les ailes et la calandre proéminente se composait de sept bandes horizontales chromées. La plus petite série de camions Ford Rhein avait été construite avec un moteur essence V8, mais comme ce n'était pas très économique, Ford a décidé d'installer un moteur diesel. Le choix s'est porté sur une unité de 94 PS (69 kW) et de 4 080 cm3 du constructeur de moteurs américain Hercules ; le moteur a été construit sous licence pour Ford par Knorr à Munich avec un système d'injection de carburant Bosch. Celui-ci a été installé dans la série Rhein, mais aussi dans le FK 3500D de 3 tonnes 1⁄2  et le FK 4000 de 4 tonnes qui sont arrivés en 1953. Des problèmes de fiabilité ont incité Ford à rapidement désaccorder le diesel à 85 PS (63 kW).

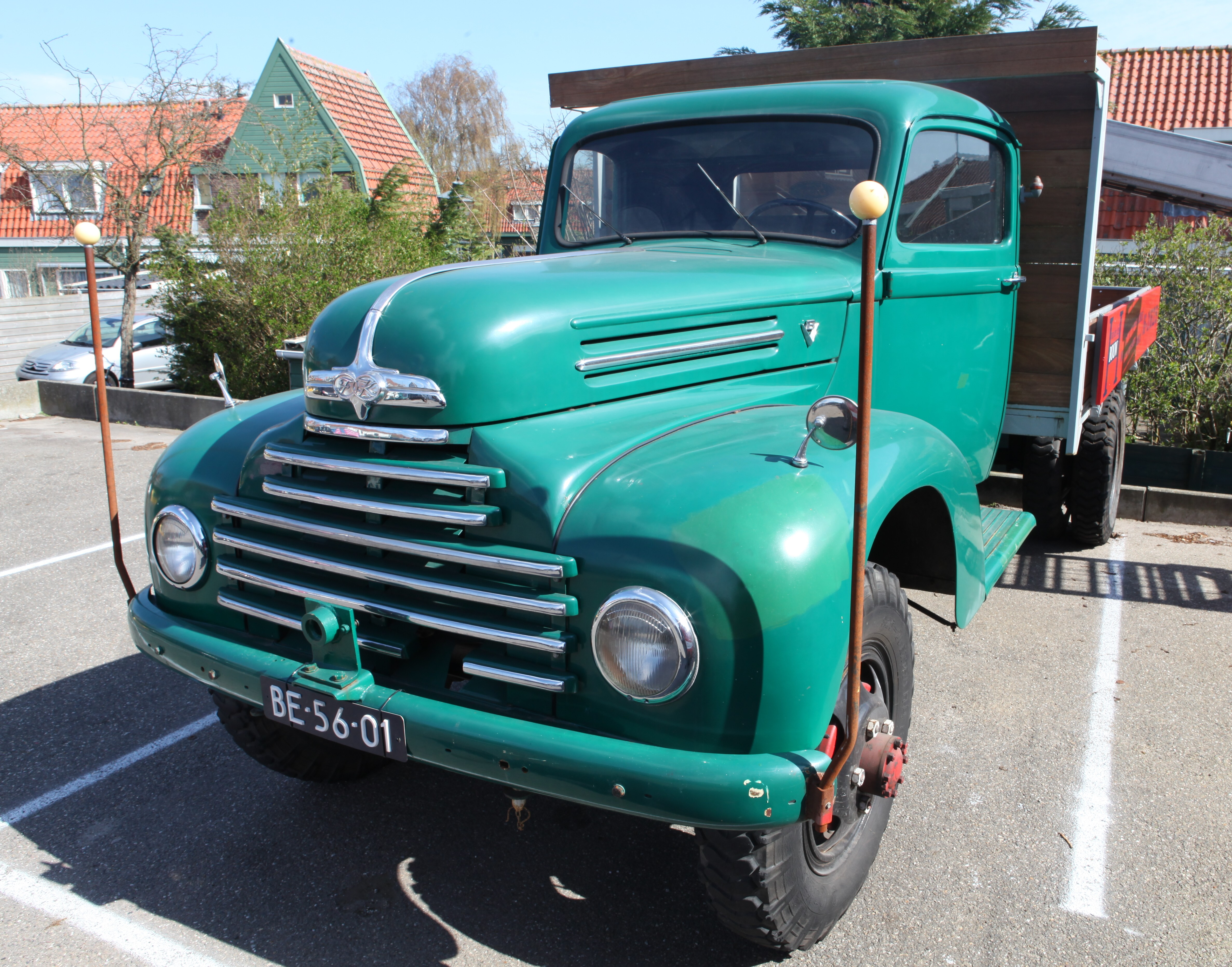
Ford G398 TA de 1956 (transmission intégrale, modèle militaire d'exportation)

En 1953, les moteurs quatre cylindres de faible puissance, repris du Ford BB de 1932 et développés à partir du moteur de la Model A de 1927, ont été abandonnés. En juin 1954, le FK 4000 S/D est arrivé, il avait une version de 4 460 cm3 du moteur diesel Hercules avec 90 PS (66 kW). Les moteurs diesel Hercules à régime relativement élevé et à faible compression avaient une très mauvaise réputation de qualité et ont nui à la réputation de Ford sur le marché des camions. À cette époque, le Ford Köln a également reçu une cabine redessinée, avec une calandre chromée et carrée, un pare-brise divisé et un capot plus court. La cabine plus courte a permis un espace de chargement plus long avec une meilleure répartition du poids.
Des versions à cabine sur moteur ont également été proposées sur le marché, mais seul un petit nombre d'unités a été vendu.

## Deuxième génération
La deuxième génération de Ford Köln a été introduite à la toute fin de 1955 et a été surnommée Haifisch ("Requin") en raison de leurs calandres dentées. La forme était très moderne, avec un pare-brise d'une seule pièce incurvé, un nez arrondi et une calandre avec douze éléments verticaux chromés. La gamme comprenait trois modèles principaux : le FK 2500 de 2,5 tonnes, le FK 3500 de 3,5 tonnes et le FK 4500 de 4,5 tonnes (9 900 livres). Le FK est doté d'un châssis en échelle avec des essieux à ressorts à lames à l'avant et à l'arrière et des freins hydrauliques sur les quatre roues. Des transmissions à quatre ou cinq vitesses étaient disponibles. Alors que les modèles essence conservaient le précédent V8 de 3,9 litres avec 100 ch (73,5 kW), les moteurs diesel étaient entièrement nouveaux : il s'agissait de diesels à deux temps au format V4 ou V6, de 2,8 ou 4,2 litres. La puissance maximale était respectivement de 80 et 120 PS (59 et 88 kW).
La conception à deux temps, développée par le professeur Hans List de Graz, en Autriche pour Gräf & Stift, a été choisie car on pensait que son nombre minimum de pièces mobiles offrirait à la fois fiabilité et économie. Cependant, la réalité a prouvé le contraire. Les cylindres se déformaient autour des orifices d'échappement et les pannes de moteur étaient monnaie courante. Dans la première moitié de 1956, les demandes de garantie étaient plus nombreuses que les livraisons de camions neufs. La production de nouveaux moteurs était interrompue à plusieurs reprises afin de pouvoir effectuer des reconstructions. Mi-1957, les moteurs diesels ont été abandonnés, ne laissant que le moteur essence V8 jusqu'en 1961. L'expérience désastreuse est généralement créditée pour la fin de l'implication de Ford Allemagne dans les camions. Les outils de pressage pour la cabine ont été transférés à Ford Royaume-Uni en 1962, qui les a utilisés pour le Thames Trader NC, plus tard vendu sous le nom de Ford K-Series.